# Élections législatives finlandaises de 2015

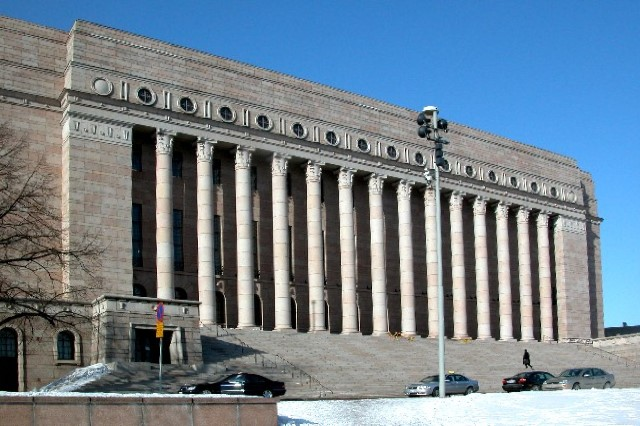
Le Palais du Parlement, siège de l'assemblée à Helsinki.

Les élections législatives finlandaises de 2015 se tiennent le 19 avril 2015, afin d'élire les 200 députés de la 37e législature du parlement finlandais (Eduskunta).

## Contexte

### Gouvernement Katainen
À la suite des élections de 2011 le chef du Parti de la coalition nationale, Jyrki Katainen a formé un gouvernement rassemblant six partis : le Parti de la coalition nationale, le Parti social-démocrate, l'Alliance de gauche, la Ligue verte, le Parti populaire suédois et les Chrétiens-démocrates, ainsi que de la députée représentant Åland, Elisabeth Nauclér.
Le 22 juin 2011, le parlement a désigné Katainen comme premier ministre avec 118 voix pour et 72 voix contre, (deux élus de l'Alliance de gauche ont voté contre, avant d'être exclus de leur groupe parlementaire, ayant pour effet la réduction de la majorité de 126 à 124 députés. En mars 2014 l'Alliance de gauche a annoncé son départ du gouvernement, le parti étant opposé aux coupes budgétaires dans les dépenses sociales. Ce départ a réduit la majorité gouvernementale à 112 députés.

### Gouvernement Stubb
En avril 2014, Jyrki Katainen a annoncé qu'il ne serait pas candidat à un nouveau mandat à la tête du Parti de la coalition nationale. Deux mois plus tard, le parti s'est choisi Alexander Stubb comme nouveau chef. Celui-ci a alors remplacé Katainen, également à la tête du gouvernement le 23 juin 2014.
Le 18 septembre 2014, la Ligue verte a à son tour quitté le gouvernement, du fait de son désaccord avec la décision gouvernementale de construire une nouvelle centrale nucléaire en collaboration avec l'Agence fédérale de l'énergie atomique russe. La majorité parlementaire chute alors à 101 députés.

## Mode de scrutin
Le Parlement de Finlande compte deux cents députés, dont un élu au scrutin uninominal majoritaire à un tour par les résidents des îles Åland. Les autres sont élus dans douze circonscriptions, qui comptent de 6 à 35 députés selon leur population. Ils sont désignés au scrutin proportionnel suivant la méthode d'Hondt, les électeurs ayant également la possibilité d'exprimer leur préférence pour un candidat sur la liste pour laquelle ils votent. Dans ce cas, les sièges sont d'abord attribués aux candidats ayant recueilli le plus grand nombre de suffrages sur leur nom.

### Modification des circonscriptions
En 2013, le parlement a décidé de la fusion de plusieurs circonscriptions : la circonscription de la Savonie du Nord et celle de la Carélie du Nord sont fusionnées dans une nouvelle circonscription appelée Savonie-Carélie et circonscription de Kymi et celle de Savonie du Sud sont fusionnées dans une nouvelle circonscription appelée Finlande du sud-est .

### Les circonscriptions
| Circonscription       | Députés | Députés | Coalition                |  |
| --------------------- | ------- | ------- | ------------------------ |  |
| 1-Helsinki            | 22      | +1      | KD + KA (en)             |  |
| 2-Uusimaa             | 35      |         | STP (en) + SKP           |  |
| 3-Finlande propre     | 17      |         | KOK + RKP SKP + KTP (en) |  |
| 4-Satakunta           | 8       | −1      |                          |  |
| 5-Åland               | 1       |         |                          |  |
| 6-Häme                | 14      |         |                          |  |
| 7-Pirkanmaa           | 19      | +1      | STP (en) + SKP           |  |
| 8-Finlande du sud-est | 17      | −1      |                          |  |
| 9-Savonie-Carélie     | 16      | +1      | STP (en) + SKP           |  |
| 10-Vaasa              | 16      | −1      |                          |  |
| 11-Finlande centrale  | 10      |         |                          |  |
| 12-Oulu               | 18      |         |                          |  |
| 13-Laponie            | 7       |         | PS + KD                  |  |

## Campagne

### Partis et chefs de file
| Parti | Parti                                                                  | Idéologie                                                                      | Chef de file                          | Résultats de 2011          |
| ----- | ---------------------------------------------------------------------- | ------------------------------------------------------------------------------ | ------------------------------------- | -------------------------- |
|       | Parti de la coalition nationale Kansallinen Kokoomus                   | Centre droit Libéral-conservatisme, conservatisme social                       | Alexander Stubb Premier ministre      | 20,4 % des voix 44 députés |
|       | Parti social-démocrate de Finlande Suomen Sosialidemokraattinen Puolue | Centre gauche Social-démocratie, progressisme, troisième voie                  | Antti Rinne Ministre des Finances     | 19,1 % des voix 42 députés |
|       | Vrais Finlandais Perussuomalaiset                                      | Droite Nationalisme, populisme, conservatisme, euroscepticisme                 | Timo Soini Député                     | 19,1 % des voix 39 députés |
|       | Parti du centre Suomen Keskusta                                        | Centre Libéralisme, fédéralisme européen                                       | Juha Sipilä Député                    | 15,8 % des voix 35 députés |
|       | Alliance de gauche Vasemmistoliitto                                    | Gauche Écosocialisme, socialisme démocratique, antilibéralisme                 | Paavo Arhinmäki Député                | 8,1 % des voix 14 députés  |
|       | Ligue verte Vihreä liitto                                              | Centre gauche Écologie politique, fédéralisme européen                         | Ville Niinistö Député                 | 7,3 % des voix 10 députés  |
|       | Parti populaire suédois de Finlande Svenska folkpartiet i Finland      | Centre Social-libéralisme, Défense de la minorité suédoise                     | Carl Haglund Ministre de la Défense   | 4,3 % des voix 9 députés   |
|       | Chrétiens-démocrates Suomen Kristillisdemokraatit                      | Centre droit Conservatisme social, démocratie chrétienne, fédéralisme européen | Päivi Räsänen Ministre de l'Intérieur | 4,0 % des voix 6 députés   |
|       | Changement 2011 Muutos 2011                                            | Droite Démocratie directe, nationalisme                                        | Jari Leino                            | 0,3 % des voix 0 député    |

### Sondages

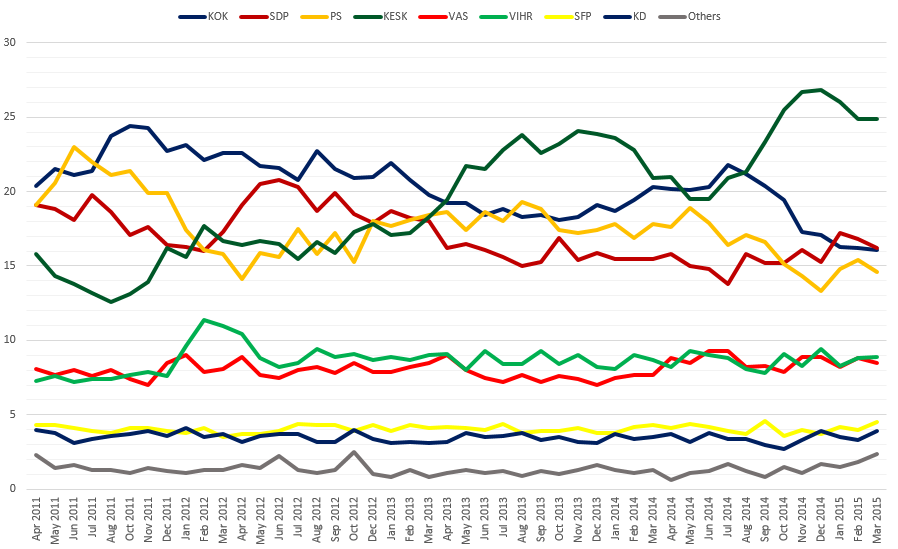
Moyennes des sondages d'opinion de 2011 à 2015

| Institut       | Date      | Kesk | Kok  | SDP  | Vas | Vihr | KD  | SFP | PS   |
| -------------- | --------- | ---- | ---- | ---- | --- | ---- | --- | --- | ---- |
| Institut       | Date      | 2015 |      |      |     |      |     |     |      |
| Taloustutkimus | avril     | 24,0 | 16,9 | 15,1 | 8,3 | 8,8  | 3,5 | 4,6 | 16,7 |
| TNS Gallup     | avril     | 23,0 | 17,0 | 17,0 | 8,5 | 8,1  | 3,7 | 4,6 | 16,2 |
| Tietoykkönen   | avril     | 23,5 | 16,2 | 17,0 | 8,4 | 8,1  | 4,1 | 4,3 | 16,6 |
| Taloustutkimus | mars      | 24,9 | 16,1 | 16,2 | 8,5 | 8,9  | 3,9 | 4,5 | 14,6 |
| TNS Gallup     | mars      | 24,7 | 16,8 | 16,9 | 8,4 | 8,6  | 3,3 | 4,2 | 15,2 |
| Tietoykkönen   | mars      | 23,5 | 17,3 | 16,4 | 8,3 | 8,2  | 3,6 | 4,1 | 16,8 |
| Taloustutkimus | février   | 24,9 | 16,2 | 16,8 | 8,8 | 8,8  | 3,3 | 4,0 | 15,4 |
| TNS Gallup     | février   | 26,2 | 16,9 | 17,1 | 8,5 | 8,3  | 3,2 | 4,2 | 14,1 |
| Tietoykkönen   | février   | 25,4 | 17,8 | 16,5 | 8,2 | 7,8  | 3,6 | 4,0 | 15,3 |
| Taloustutkimus | janvier   | 26,0 | 16,3 | 17,2 | 8,2 | 8,3  | 3,5 | 4,2 | 14,8 |
| TNS Gallup     | janvier   | 25,9 | 17,2 | 16,5 | 8,8 | 8,4  | 3,3 | 4,1 | 14,5 |
| 2014           |           |      |      |      |     |      |     |     |      |
| Taloustutkimus | décembre  | 26,0 | 16,3 | 17,2 | 8,2 | 8,3  | 3,5 | 4,2 | 14,8 |
| Taloustutkimus | décembre  | 26,8 | 17,1 | 15,3 | 8,9 | 9,4  | 3,9 | 3,7 | 13,3 |
| TNS Gallup     | décembre  | 26,1 | 16,7 | 16,9 | 8,1 | 8,9  | 3,5 | 4,2 | 14,2 |
| Tietoykkönen   | décembre  | 26,6 | 17,7 | 15,8 | 8,4 | 8,1  | 2,9 | 3,1 | 15,7 |
| Taloustutkimus | décembre  | 26,7 | 17,3 | 16,1 | 8,9 | 8,3  | 3,3 | 4,0 | 14,3 |
| TNS Gallup     | novembre  | 24,5 | 17,4 | 16,4 | 8,0 | 8,3  | 3,6 | 4,3 | 16,2 |
| Taloustutkimus | octobre   | 25,5 | 19,4 | 15,2 | 7,9 | 9,1  | 2,7 | 3,6 | 15,1 |
| TNS Gallup     | octobre   | 22,3 | 19,4 | 16,2 | 8,7 | 8,2  | 3,6 | 4,2 | 16,1 |
| Tietoykkönen   | octobre   | 23,4 | 18,5 | 15,1 | 8,0 | 8,9  | 3,8 | 4,2 | 16,5 |
| Taloustutkimus | septembre | 23,3 | 20,4 | 15,2 | 8,3 | 7,8  | 3,0 | 4,6 | 16,6 |
| TNS Gallup     | août      | 19,9 | 22,1 | 14,9 | 9,3 | 8,7  | 3,4 | 4,5 | 15,9 |
| Taloustutkimus | août      | 21,3 | 21,2 | 15,8 | 8,2 | 8,1  | 3,4 | 3,7 | 17,1 |
| Taloustutkimus | juillet   | 20,9 | 21,8 | 13,8 | 9,3 | 8,8  | 3,4 | 3,9 | 16,4 |
| Taloustutkimus | juin      | 19,5 | 20,3 | 14,8 | 9,3 | 9,0  | 3,8 | 4,2 | 17,9 |
| TNS Gallup     | juin      | 20,3 | 20,5 | 14,9 | 9,0 | 8,5  | 3,9 | 4,4 | 17,2 |
| Taloustutkimus | mai       | 19,5 | 20,1 | 15,0 | 8,5 | 9,3  | 3,2 | 4,4 | 18,9 |
| Élections 2011 |           | 15,8 | 20,4 | 19,1 | 8,1 | 7,3  | 4,0 | 4,3 | 19,1 |

## Résultats

### Résultats nationaux
Les résultats définitifs sont annoncés le 23 avril.
|                        |                                           |           |       |      |        |               |  |  |  |
| Parti                  | Parti                                     | Voix      | %     | +/-  | Sièges | +/-           |  |  |  |
|                        | Parti du centre (Kesk)                    | 626 218   | 21,10 | 5,34 | 49     | 14            |  |  |  |
|                        | Parti de la coalition nationale (Kok)     | 540 212   | 18,20 | 2,18 | 37     | 7             |  |  |  |
|                        | Parti des Finlandais (PS)                 | 524 054   | 17,65 | 1,40 | 38     | 1             |  |  |  |
|                        | Parti social-démocrate de Finlande (SDP)  | 490 102   | 16,51 | 2,59 | 34     | 8             |  |  |  |
|                        | Ligue verte (Vihr)                        | 253 102   | 8,53  | 1,28 | 15     | 5             |  |  |  |
|                        | Alliance de gauche (Vas)                  | 211 702   | 7,13  | 1,00 | 12     | 2             |  |  |  |
|                        | Parti populaire suédois de Finlande (SFP) | 144 802   | 4,88  | 0,60 | 9      | en stagnation |  |  |  |
|                        | Chrétiens-démocrates (KD)                 | 105 134   | 3,54  | 0,49 | 5      | 1             |  |  |  |
|                        | Parti pirate                              | 25 086    | 0,85  | 0,34 | 0      | en stagnation |  |  |  |
|                        | Parti de l'indépendance                   | 13 638    | 0,46  | 0,35 | 0      | en stagnation |  |  |  |
|                        | Coalition ålandaise                       | 10 910    | 0,37  | 0,08 | 1      | en stagnation |  |  |  |
|                        | Parti communiste de Finlande              | 7 529     | 0,25  | 0,06 | 0      | en stagnation |  |  |  |
|                        | Changement 2011                           | 7 442     | 0,25  | 0,01 | 0      | en stagnation |  |  |  |
|                        | Autres partis                             | 6 453     | 0,22  | –    | 0      | en stagnation |  |  |  |
|                        | Indépendants                              | 2 075     | 0,07  | 0,03 | 0      | en stagnation |  |  |  |
|                        |                                           |           |       |      |        |               |  |  |  |
| Votes valides          | Votes valides                             | 2 968 459 | 99,48 |      |        |               |  |  |  |
| Votes blancs et nuls   | Votes blancs et nuls                      | 15 397    | 0,52  |      |        |               |  |  |  |
| Total                  | Total                                     | 2 983 856 | 100   | –    | 200    | en stagnation |  |  |  |
| Abstention             | Abstention                                | 1 479 477 | 33,15 |      |        |               |  |  |  |
| Inscrits/Participation | Inscrits/Participation                    | 4 463 333 | 66,85 |      |        |               |  |  |  |

### Par circonscriptions

#### Résumé
| Parti | Parti  | 1 Hels. | 1 Hels. | 2 Uusi. | 2 Uusi. | 3 Finl. | 3 Finl. | 4 Sata. | 4 Sata. | 5 Åland | 5 Åland | 6 Häme | 6 Häme | 7 Pirk. | 7 Pirk. | 8 Sud- Est | 8 Sud- Est | 9 Sav.- Car. | 9 Sav.- Car. | 10 Vaasa | 10 Vaasa | 11 Centr. | 11 Centr. | 12 Oulu | 12 Oulu | 13 Lapo. | 13 Lapo. | Total | Total | Total |
| Parti | Parti  | %       | S.      | %       | S.      | %       | S.      | %       | S.      | %       | S.      | %      | S.     | %       | S.      | %          | S.         | %            | S.           | %        | S.       | %         | S.        | %       | S.      | %        | S.       | %     | %     | S.    |
| ----- | ------ | ------- | ------- | ------- | ------- | ------- | ------- | ------- | ------- | ------- | ------- | ------ | ------ | ------- | ------- | ---------- | ---------- | ------------ | ------------ | -------- | -------- | --------- | --------- | ------- | ------- | -------- | -------- | ----- | ----- | ----- |
|       | Kesk   | 7,2     | 1       | 11,5    | 4       | 16,2    | 3       | 20,6    | 2       |         |         | 17,8   | 3      | 16,6    | 3       | 25,2       | 5          | 32,5         | 6            | 27,4     | 5        | 26,9      | 4         | 42,7    | 9       | 42,9     | 4        |       | 21,10 | 49    |
|       | Kok    | 26,0    | 6       | 24,0    | 9       | 21,0    | 4       | 15,0    | 1       | 21,5    | 3       | 19,7   | 4      | 15,9    | 3       | 11,5       | 2          | 11,9         | 2            | 13,1     | 1        | 10,9      | 2         | 10,1    | 1       |          | 18,20    | 37    |       |       |
|       | PS     | 11,3    | 3       | 18,0    | 7       | 19,3    | 3       | 25,0    | 2       | 19,5    | 3       | 17,8   | 4      | 21,1    | 4       | 19,7       | 3          | 15,9         | 3            | 19,3     | 2        | 16,2      | 3         | 16,5    | 1       |          | 17,65    | 38    |       |       |
|       | SDP    | 15,5    | 4       | 16,6    | 6       | 15,5    | 3       | 22,6    | 2       | 22,1    | 3       | 19,5   | 4      | 22,2    | 4       | 16,0       | 2          | 11,8         | 2            | 19,0     | 2        | 9,0       | 1         | 10,8    | 1       |          | 16,51    | 34    |       |       |
|       | Vihr   | 18,8    | 5       | 10,0    | 3       | 8,7     | 1       | 2,7     | 0       | 5,1     | 0       | 10,3   | 2      | 6,4     | 1       | 6,7        | 1          | 2,5          | 0            | 9,0      | 1        | 6,2       | 1         | 2,6     | 0       |          | 8,53     | 15    |       |       |
|       | Vas    | 9,8     | 2       | 4,4     | 1       | 10,3    | 2       | 9,6     | 1       | 6,0     | 1       | 7,8    | 1      | 3,0     | 0       | 5,9        | 1          | 2,9          | 0            | 6,7      | 0        | 11,8      | 2         | 13,7    | 1       |          | 7,13     | 12    |       |       |
|       | SFP    | 6,8     | 1       | 10,2    | 4       | 5,0     | 1       | 0,3     | 0       |         |         |        |        | 0,3     | 0       |            |            | 20,7         | 3            |          |          | 0,6       | 0         | 0,5     | 0       |          | 4,88     | 9     |       |       |
|       | KD     | 1,8     | 0       | 2,6     | 1       | 2,4     | 0       | 2,9     | 0       | 6,1     | 1       | 4,9    | 1      | 4,5     | 0       | 6,3        | 1          | 5,7          | 1            | 4,4      | 0        | 1,1       | 0         | 1,1     | 0       |          | 3,54     | 5     |       |       |
|       | PP     | 1,4     | 0       | 1,0     | 0       | 0,8     | 0       | 0,3     | 0       | 0,8     | 0       | 1,1    | 0      | 0,4     | 0       | 0,6        | 0          | 0,4          | 0            | 0,8      | 0        | 0,6       | 0         | 0,8     | 0       |          | 0,85     | 0     |       |       |
|       | Åland  |         |         |         |         |         |         |         |         | 89,5    | 1       |        |        |         |         |            |            |              |              |          |          |           |           |         |         |          |          |       | 0,37  | 1     |
|       | Autres | 1,1     | -       | 1,7     | -       | 0,9     | -       | 0,9     | -       | 10,5    | -       | 1,0    | -      | 2,3     | -       | 1,0        | -          | 0,8          | -            | 0,9      | -        | 0,8       | -         | 0,9     | -       | 0,9      | -        |       | 1,62  | -     |
| Total | Total  | 100     | 22      | 100     | 35      | 100     | 17      | 100     | 8       | 100     | 1       | 100    | 14     | 100     | 19      | 100        | 17         | 100          | 16           | 100      | 16       | 100       | 10        | 100     | 18      | 100      | 7        | 100   | 100   | 200   |

## Formation du gouvernement
Moins de trois semaines après le scrutin, Juha Sipilä, dont la formation, le Parti du centre, est arrivée en tête des élections, a annoncé qu'il entendait négocier la formation d'un gouvernement avec le Parti de la coalition nationale et les Vrais Finlandais. Le 27 mai 2015, le dirigeant centriste annonce la composition de son futur gouvernement, dans lequel le premier-ministre sortant Alexander Stubb deviendrait ministre des Finances et Timo Soini, chef des Vrais Finlandais, serait chargé des Affaires étrangères.